# 金輪院

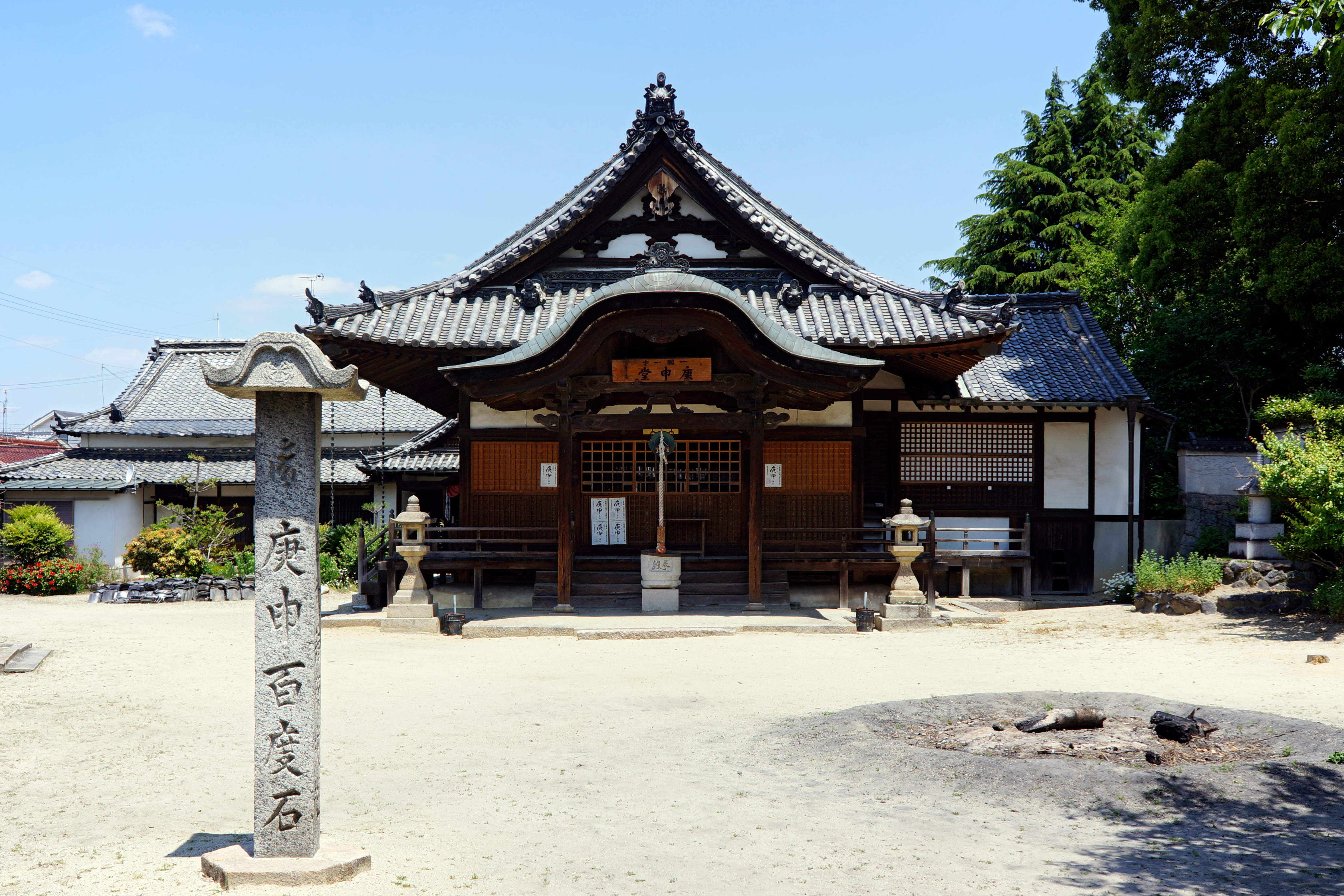
本堂

金輪院（こんりんいん）は、奈良県大和郡山市小泉町にある天台宗の寺院。
小泉庚申堂と呼称される方が多い。
山号は尭然山（ぎょうねんざん）、本尊は青面金剛。
大和国の庚申信仰の総道場として知られる。

## 歴史
万治2年（1659年）、小泉藩第2代藩主片桐貞昌の家臣で茶人でもあった藤林直良（宗源）が創建し、小泉氏の祈願寺となった。
大徳寺玉舟和尚の筆による縁起「宗鐇記」によると、貞昌の父片桐貞隆が家蔵の什器を焼き捨てたとき、灰の中から青面金剛像一体が発見され、この像が後に本尊になったという。
明治5年8月施行の学制に基づき、同6年12月23日に山本寿保邸を借用して開校されていた小学修道館が、同7年2月当院倉庫へ教場が臨時移転し、同9年2月城行換邸に移転するまでの間使われた。

## 文化財

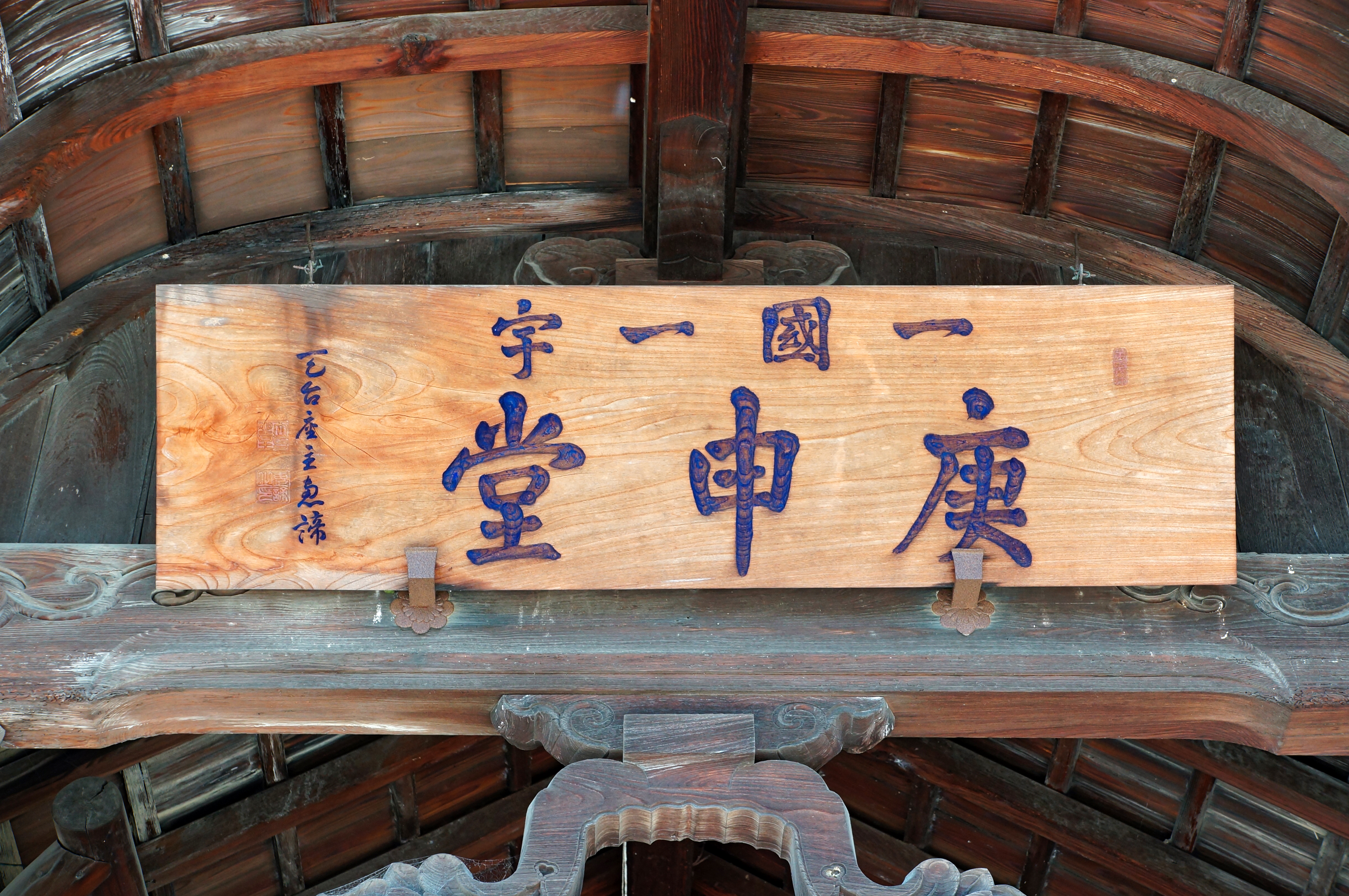
扁額

- 扁額 - 明治13年（1880年）　安村清一郎・森内彌三郎奉納。本堂に掲額。

## 交通アクセス
- 大和路線 大和小泉駅下車徒歩10分

## 周辺
- 慈光院
- 松尾寺